# Dobroń
Dobroń è un comune rurale polacco del distretto di Pabianice, nel voivodato di Łódź.
Ricopre una superficie di 94,37 km² e nel 2004 contava 6 752 abitanti.